# Vályi Rózsi
Vályi Rózsi/Rózsa (eredeti neve: Vályi Róza Ilona) (Eger, 1907. szeptember 30. – Budapest, 2003. október 22.) magyar művészettörténész, tánctörténész, gimnáziumi tanár. 

## Életpályája
1926-ban érettségizett Egerben az Angolkisasszonyok Intézetében. A budapesti Pázmány Péter Tudományegyetemen filozófiát, esztétikát és mûvészettörténetet hallgatott; 1933-ban középiskolai tanári diplomát kapott. 1934-tõl a Szemere utcai leánygimnáziumban kezdett tanítani latint, magyart és mûvészettörténetet. Tanított a Zrínyi Ilona, majd 1942–1946 között a Szilágyi Erzsébet Gimnáziumban. 1950-ben lett az Állami Balettintézet egyik alapító tanára. 1950–1969 között komplex módon oktatta a tánctörténetet. 1951-től tánctörténeti munkaközösséget szervezett és irányított, így a hazai színpadi tánc történetének kutatásában úttörőszerepet játszott és elévülhetetlen érdemeket szerzett. 1969-ben nyugdíjba vonult.

### Munkássága
Számos publikációjával is segítette a balettművészet népszerűsítését és kutatását. Olyan emberek voltak barátai mint például Szerb Antal, Illyés Gyula és felesége Kozmutza Flóra, Kodolányi János, Áprily Lajos, Jékely Zoltán, Jancsó Adrienne, Kolozsvári Grandpierre Emil, Yvonne Barblan (Rácz Aladárné) stb. A balett táncosok közül tanítványai voltak: Kun Zsuzsa, Havas Ferenc, Orosz Adél, Róna Viktor, Imre Zoltán; Ottrubay Melinda a neves balerina pedig otthonában többször meglátogatta.

## Családja
Szülei Vályi István cipész és Nagy Ilona voltak. 1934–1944 között Tóth Dénes zeneszerzővel élt együtt; 1947-ben váltak el.

## Művei
- Noverre: Levelek a táncról (szerkesztő; előszó; 1955)
- Fejezetek a magyar balett történetéből (szerkesztő; 1956)
- Balettek könyve (1959)
- A kultúra világa (1964)
- A táncművészet története (1969)
- Balettok könyve (1980)

## Díjai
- A Magyar Köztársasági Érdemrend kiskeresztje (1995)[2]

## Emlékezete
- A Magyar Táncművészeti Főiskola könyvtára 2011. december 9-én felvette Vályi Rózsi nevét.[3]